# Entérocolite
L'entérocolite est une inflammation de l'intestin grêle ou du côlon entraînant des selles fréquentes et peu consistantes, qui peuvent être douloureuses.